# Часовня Валаамского монастыря (Синопская набережная)
Часовня Валаамского монастыря в Санкт-Петербурге — памятник архитектуры Санкт-Петербурга, принадлежит Валаамскому монастырю. Находится по адресу: Синопская набережная, 34-36. Объект культурного наследия России регионального значения.

## История
Часовня располагается на земле, подаренной монастырю купцами Иваном и Александром Караваевыми. Часовня представляет собой небольшой однокупольный храм, к которому по обе стороны пристроены одноэтажные кельи для братии монастыря. Вход в храм оформлен в виде дорического портала, купол храма невысокий.
Здание построено в 1832—1833 годах архитектором А. И. Очаковым, долгое время использовалось как часовня. В начале XX века здание стало приходской церковью, её реликвиями стали икона святителя Николая, подаренная приходу купцом Д. М. Полежаевым и икона Спасителя с предстоящими, которую подарил император Александр I.
Часовня действовала вплоть до 1923 года, когда была закрыта, после этого помещения использовались в торговых целях — вплоть до устройства здесь пивного ларька.
В 1994 году здание было возвращено Валаамскому монастырю, освятил часовню 27 февраля 1994 года архимандрит Панкратий (Жердев). В 2013—2014 годах здание часовни было отреставрировано.